# Transsaharská dálnice
Transsaharská dálnice (anglicky Trans-Sahara Highway, francouzsky Route transsaharienne) je název dálnice v Africe, spojující Alžír s Lagosem a protínající Saharu. S výjimkou krátkého úseku u alžírsko-nigerské hranice má pevný povrch. Její délka je okolo 4 500 kilometrů.

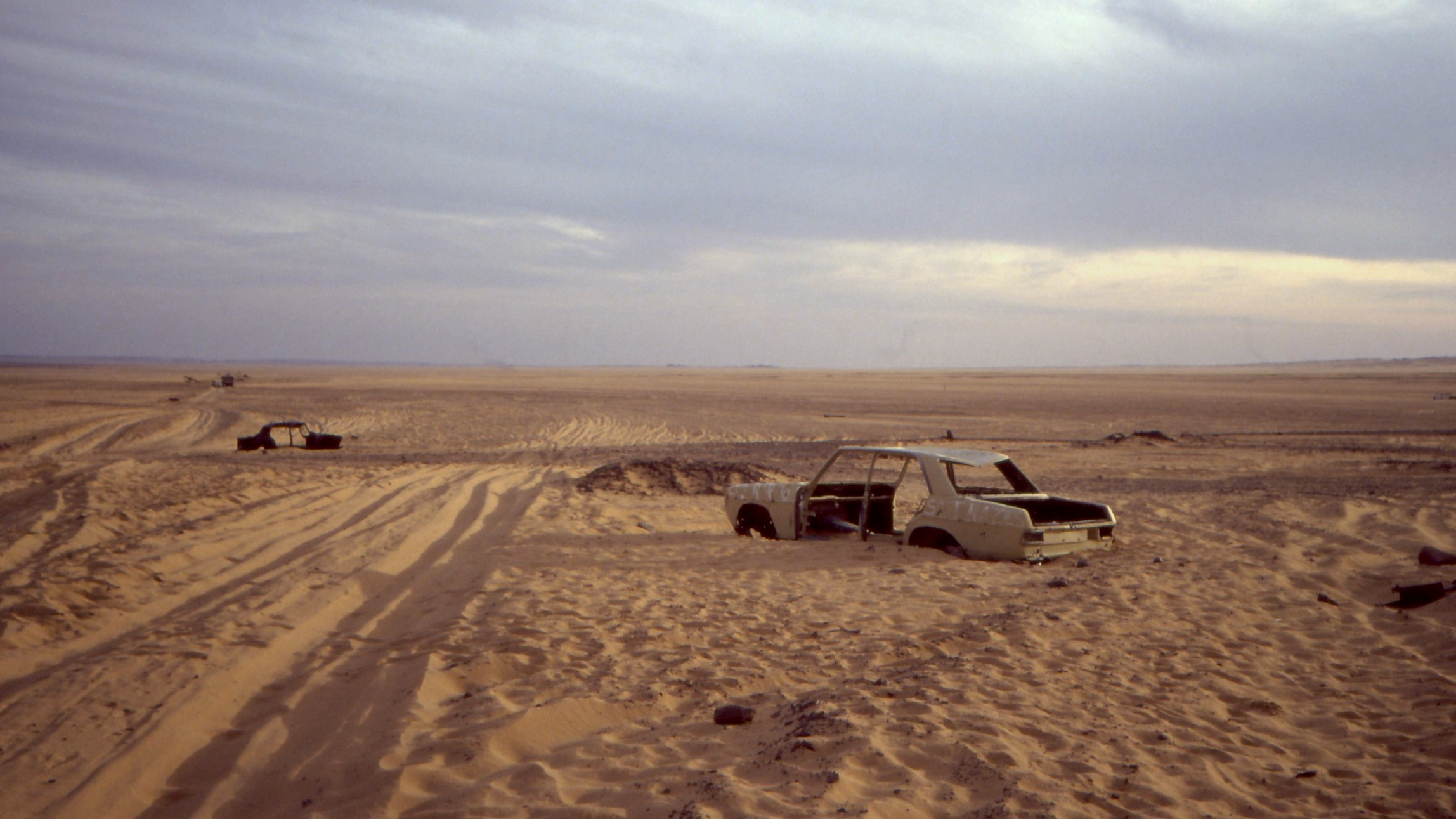
Transsaharská dálnice v blízkosti alžírsko-nigerské hranice
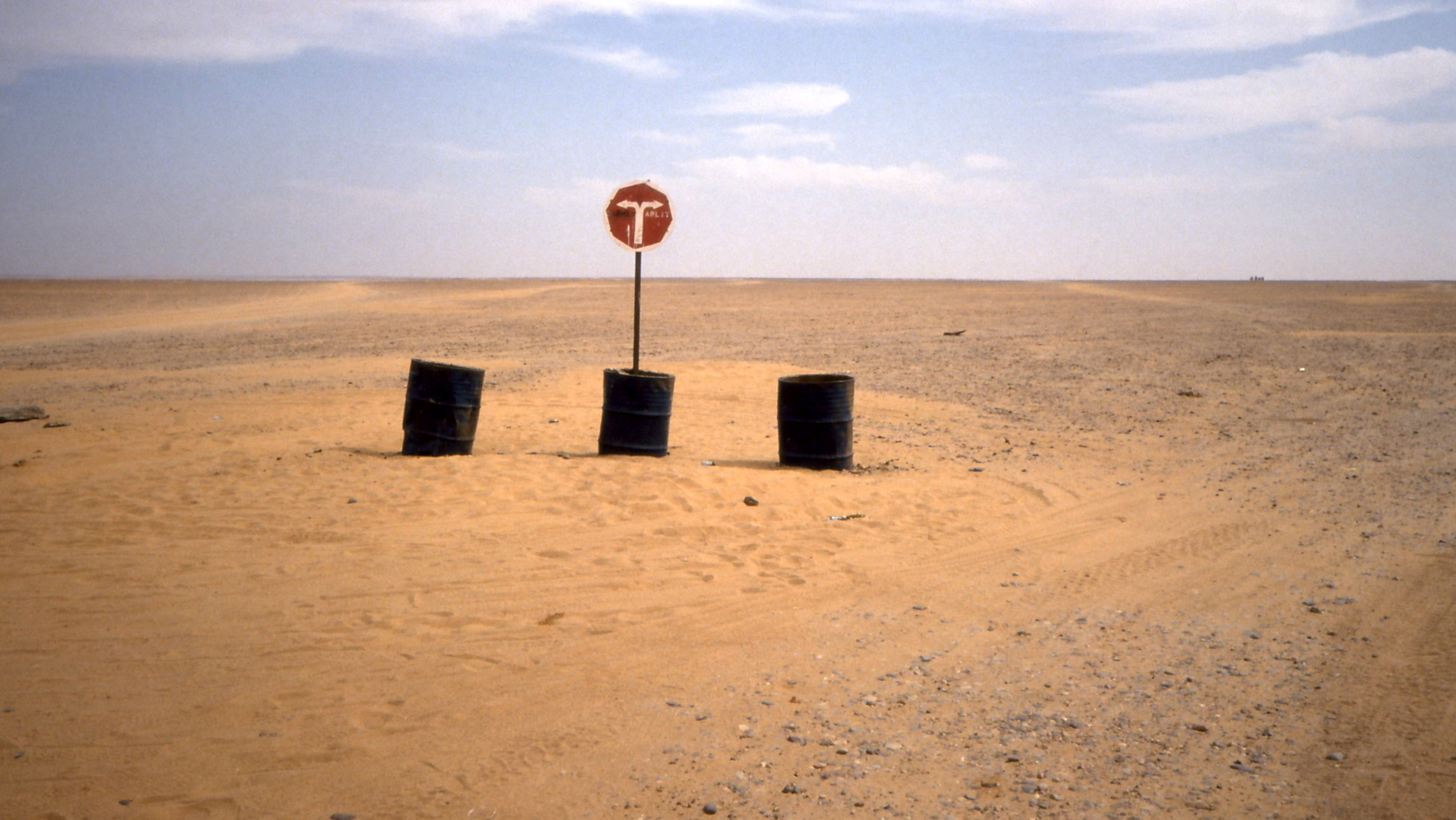
Transsaharská dálnice v Nigeru